# ناحیه کامبریا، میشیگان
ناحیه کامبریا (به انگلیسی: Cambria Township) یک منطقهٔ مسکونی در ایالات متحده آمریکا است که در شهرستان هیلزدیل، میشیگان واقع شده‌است.
 ناحیه کامبریا  ۲٬۵۳۳ نفر جمعیت دارد و ۳۴۱ متر بالاتر از سطح دریا واقع شده‌است.